# Henriette Bichonnier

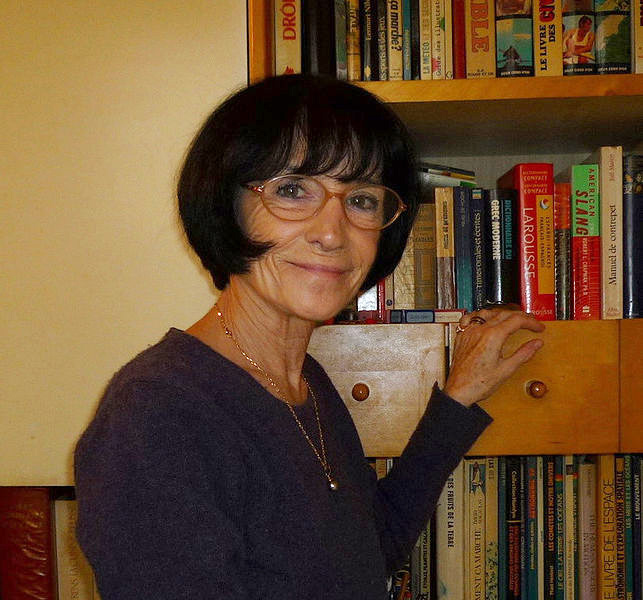
Henriette Bichonnier na sua casa, novembre 2009

Henriette Bichonnier (Clermont-Ferrand, 27 de junho 1943) é uma escritora francêsa. Vive em Paris desde 1970.